# Bobrowiecki Żleb
Bobrowiecki Żleb – jedno z wielu odgałęzień Doliny Chochołowskiej w Tatrach Zachodnich. Jest to dolina opadająca spod Bobrowieckiej Przełęczy (1356 m n.p.m.) pomiędzy Grzesiem i Bobrowcem do Polany Chochołowskiej. Porośnięta jest lasem świerkowym. Spływa nią Bobrowiecki Potok będący jednym z dopływów Chochołowskiego Potoku. Około 1820 r. wykonano przez Bobrowiecki Żleb drogę, którą z Bobrowieckiej Przełęczy zwożono rudę żelaza wydobywaną w kopalni „Bobrowiec”. Obecnie odcinkiem tej drogi prowadzi szlak turystyczny. W zimie jest to jedna z tras na obszarze Tatrzańskiego Parku Narodowego udostępnionych do uprawiania narciarstwa.

## Szlaki turystyczne
od schroniska PTTK na Polanie Chochołowskiej przez Bobrowiecki Żleb na Grzesia. (1:35 h, ↓ 1:05 h).
Tymczasowo oznakowane zostało przejście na Bobrowiecką Przełęcz ze strony polskiej z żółtego szlaku z Polany Chochołowskiej na Grzesia.